# پوتلینگن
شهر پوتلینگن (به آلمانی: Püttlingen) در ایالت زارلند در کشور آلمان واقع شده‌است.